# ست پاتنم
ست پاتنم (انگلیسی: Seth Putnam؛ ۱۵ مهٔ ۱۹۶۸ – ۱۱ ژوئن ۲۰۱۱) یک موسیقی‌دان اهل ایالات متحده آمریکا بود. وی بین سال‌های ۱۹۸۶ تا ۲۰۱۱ میلادی فعالیت می‌کرد.